# Chimorody
Chimorody (biał. Хімарады, Chimarady; ros. Химороды, Chimorody) – wieś na Białorusi, w obwodzie mińskim, w rejonie dzierżyńskim, w sielsowiecie Putczyna.

## Historia
W XIX i w początkach XX w. położone były w Rosji, w guberni mińskiej, w powiecie mińskim.
W dwudziestoleciu międzywojennym leżały w Polsce, w województwie nowogródzkim, w powiecie wołożyńskim, w gminie Wołma. W 1921 miejscowość liczyła 116 mieszkańców, zamieszkałych w 17 budynkach, wyłącznie Polaków. 106 mieszkańców było wyznania rzymskokatolickiego, 9 mojżeszowego i 1 prawosławnego. Wieś położona była wówczas przy granicy ze Związkiem Sowieckim. Znajdowały się tu placówki 2 Batalionu Celnego i 32 Batalionu Straży Granicznej.
Po II wojnie światowej w granicach Związku Sowieckiego. Od 1991 w niepodległej Białorusi.